# Doom
Doom (ali DOOM) (angleško pogubljenje, smrt) [dúm] je računalniška igra iz leta 1993, ki jo je razvilo podjetje id Software. Predstavlja enega od mejnikov zvrsti prvoosebnih strelskih iger. Bila je posebna po svoji pionirski rabi dodelane trirazsežne grafike, večigralskem načinu prek mreže in podpori za igralce, da so lahko izdelali svoje dodatke (WAD). Igro so razširjali kot shareware in si jo je v dveh letih naložilo približno 10 milijonov ljudi.